# بعثة الأمم المتحدة لتحقيق الاستقرار في هايتي
بعثة الأمم المتحدة لتحقيق الاستقرار في هايتي (UNSTAMIH) كانت إحدى بعثات حفظ السلام التابعة للأمم المتحدة في هايتي من عام 2004 إلى 2017. قاد العنصر العسكري للبعثة الجيش البرازيلي وكان قائد القوة برازيليًا. تألفت القوة من 2366 عسكريًا و 2533 شرطيًا يدعمهم موظفون مدنيون دوليون وموظفون مدنيون محليون ومتطوعو الأمم المتحدة.
في أعقاب زلزال هايتي عام 2010، أفادت الأمم المتحدة بأن مقر البعثة في بورت أو برانس قد انهار وأن رئيس البعثة التونسي هادي عنابي ونائبه البرازيلي لويس كارلوس دا كوستا ومفوض شرطة الخيالة الكندية الملكية بالنيابة دوغ كواتس. قد تم تأكيد وفاتهم جميعا.
في 14 يناير 2010، أرسل مقر الأمم المتحدة الرئيس السابق لبعثة الأمم المتحدة لتحقيق الاستقرار في هايتي ومساعد الأمين العام الحالي لعمليات حفظ السلام إدموند موليت كرئيس وممثل خاص بالنيابة للأمين العام من قبل بعثة الأمم المتحدة المؤقتة في هايتي. أوضح موليت في 22 يناير من نفس السنة أن مهام البعثة ستركز على مساعدة الشرطة الوطنية الهايتية لضمان الأمن في البلاد بعد الزلزال، بينما ستوزع القوات العسكرية الأمريكية والكندية المساعدات الإنسانية وتضمن الأمن لتوزيع المساعدات.
تم تمديد ولاية البعثة بموجب قرار مجلس الأمن 1944 إلى ما بعد الموعد النهائي 15 أكتوبر 2010 وسط مخاوف مشتبه بها من عدم الاستقرار. تم تمديد تفويض البعثة حتى 15 أكتوبر 2012 وتم تجديدها بشكل دوري.
في 13 أبريل 2017، أعلن مجلس الأمن التابع للأمم المتحدة أن المهمة ستنتهي في أكتوبر 2017. ينبغي استبدالها ببعثة متابعة هي بعثة الأمم المتحدة لدعم العدالة في هايتي التي من المتوقع أن يبلغ عددهم أقل بقليل من 1300 شخص.